# AGedO

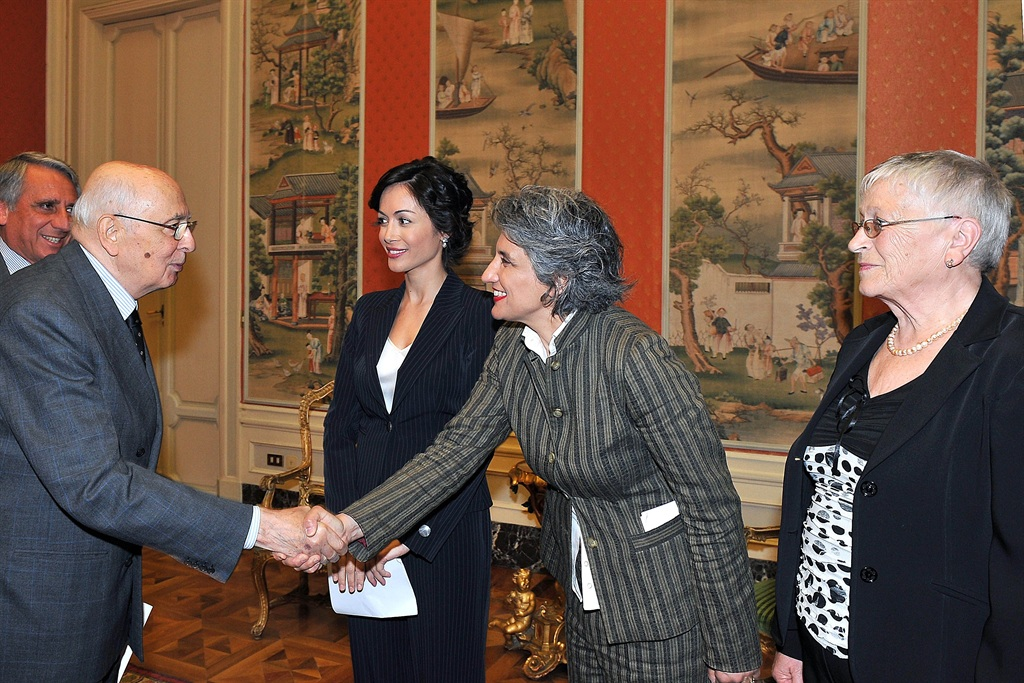
Rita De Santis, ex Presidente di Agedo (a destra), con l'onorevole Anna Paola Concia e l'allora Ministro per le pari opportunità Mara Carfagna incontra il Presidente della Repubblica Giorgio Napolitano in Quirinale in occasione della Giornata internazionale contro l'omofobia, la bifobia e la transfobia del 2010.

AGedO (di solito scritta come "Agedo"), acronimo di "Associazione Genitori di Omosessuali", è una Onlus, nata nel 1992 e formata da famiglie di persone LGBT (lesbiche, gay, bisessuali e transessuali). 
L'attuale presidente nazionale dell'associazione è Fiorenzo Gimelli, che dal 16 novembre 2013 ha preso il posto di Rita De Santis.

## Obiettivi e attività
Ha come obiettivi fondamentali:
- aiutare altre famiglie nella stessa condizione ad accettare l'omosessualità del loro congiunto,
- chiedere un'azione di educazione, e di prevenzione del "bullismo", nella scuola, poiché l'età adolescenziale è quella in cui le persone omosessuali soffrono maggiormente il peso dell'omofobia,
- ottenere l'approvazione anche in Italia di leggi contro le discriminazioni ed i crimini motivati dall'odio.

Nel 1998 Agedo ha prodotto un video sull'esperienza degli adolescenti LGBT, intitolato Nessuno uguale, che è stato doppiato in cinque lingue e distribuito anche fuori dall'Italia.
Agedo ha oltre venti sedi locali in tutta Italia, ed una a Lugano (Svizzera). La sede nazionale si trova a Genova.
Paola Dell'Orto, madre di Giovanni Dall'Orto, storico e giornalista, è stata presidente dell'associazione dalla sua fondazione fino a dicembre 2007. Per questa sua attività il 9 luglio 2015 è stata nominata Cavaliere al merito della Repubblica.
L'associazione nel corso degli anni ha promosso numerose iniziative contro il bullismo e l'omofobia nelle scuole, con un ruolo primario riconosciuto anche da Amnesty International. Nel 2017, insieme ad Arcigay e ad Arcilesbica, ha realizzato uno spot di sensibilizzazione sul tema nel contesto dei progetti del Ministero dell'istruzione, dell'università e della ricerca (MIUR) e del Dipartimento Pari Opportunità della Presidenza del Consiglio., attirandosi anche le critiche da parte di associazioni contrarie invece a questo tipo di attività.
In occasione del dibattito sulle unioni civili, prima dell'approvazione della legge Cirinnà, Agedo ha partecipato attivamente all'organizzazione di moltissime manifestazioni di sostegno a livello nazionale insieme alle altre associazioni nazionali per i diritti LGBT, sollecitando anche l'inclusione nel testo di legge della stepchild adoption.
Tra il 2017 e il 2018, in collaborazione con l'Associazione Nazionale Partigiani d'Italia e con l'Università di Catania e con il patrocinio della AIPH-Associazione Italiana di Public History, ha promosso la mostra itinerante “Adelmo e gli altri - Confinati omosessuali in Lucania", ricostruzione storica delle discriminazioni subite dalle persone omosessuali durante il periodo fascista. La mostra è stata presentata in tutta Italia, toccando fra le altre Ragusa, Bergamo, Torino, Bologna, Parma,, Loano e Savona..